# 单莺
单莺（1978年8月7日—），中国女子游泳运动员。她在1996年亚特兰大夏季奥林匹克运动会中，参加了女子4×100米自由式接力比赛并获得银牌。